# 宮原将平
宮原 将平（みやはら しょうへい、1914年(大正3年)12月17日 - 1983年(昭和58年)1月31日）は、日本の物理学者。学位は、理学博士（北海道大学・1943年）（学位論文「半導体の強磁性の理論について」）。北海道大学名誉教授。日本物理学会会長。

## 略歴
東京出身。1933年旧制東京高等学校卒、1937年北海道帝国大学理学部物理学科卒業。東北帝国大学金属材料研究所で本多光太郎の下で研究。1943年「半導体の強磁性の理論について」で北海道大学より理学博士の学位を取得、名古屋帝国大学理学部助教授、1949年北海道大学教授、1978年定年退官、名誉教授、中央大学商学部教授。固体物性論が専門、半導体の強磁性を電子論の観点から研究した。日本物理学会会長。

## 著書
- 『磁気と磁石』白水社科学選書 1943
- 『手の進歩 手・道具・機械・原子力』大雅堂・新少年文庫 1949
- 『物性論序説』白水社 1951
- 『現代物理学』青木書店 1957 現代哲学全書
- 『現代自然科学ノート』北海道大学図書刊行会 1973
- 『物理学者の眼』北海道大学図書刊行会 1978
- 『物理学とはどういう科学か』大月書店 1978
- 『フックの法則』物理学One point 共立出版 1980
- 『科学との対話 宮原将平遺稿集』白石書店 1983

### 共編著
- 『現代自然科学と唯物弁証法』岩崎允胤共著 大月書店 1972
- 『日本の学術体制』松本金寿共編 時事通信社 1975 市民の学術双書
- 『科学的認識の理論』岩崎允胤共著 大月書店 1976
- 『現代の大学院』川村亮共編 早稲田大学出版部 1980
- 『現代科学対話 科学の方法と科学者の役割』岩崎允胤共著 北海道大学図書刊行会 1984

### 翻訳
- L.ヤーノシー『物理的相対性理論』宮原恒昱共訳 講談社 1974
- アンドレ・エルパン『磁性の理論』野呂純子共訳 講談社 1982-1983